# Yevgueni Pechurov
Yevgueni Pechurov –en ruso, Евгений Печуров– (27 de agosto de 1966) es un deportista ruso que compitió para la URSS en judo. Ganó tres medallas en el Campeonato Europeo de Judo entre los años 1988 y 1994.

## Palmarés internacional
| Representando a la URSS |                   |                   |           |
| Campeonato Europeo      |                   |                   |           |
| Año                     | Lugar             | Medalla           | Categoría |
| 1988                    | Pamplona (España) | Medalla de plata  | –95 kg    |
| Representando a Rusia   |                   |                   |           |
| Campeonato Europeo      |                   |                   |           |
| Año                     | Lugar             | Medalla           | Categoría |
| 1993                    | Atenas (Grecia)   | Medalla de bronce | Abierta   |
| 1994                    | Gdańsk (Polonia)  | Medalla de bronce | Abierta   |